# Siamang
Siamang (Symphalangus syndactylus) is een soort gibbon uit de superfamilie van de  mensapen. De soort wordt soms nog wel met de oude wetenschappelijke naam Hylobates syndactylus aangeduid. De soort komt voor in tropisch bos op Malakka en Sumatra.

## Beschrijving

### Uiterlijk

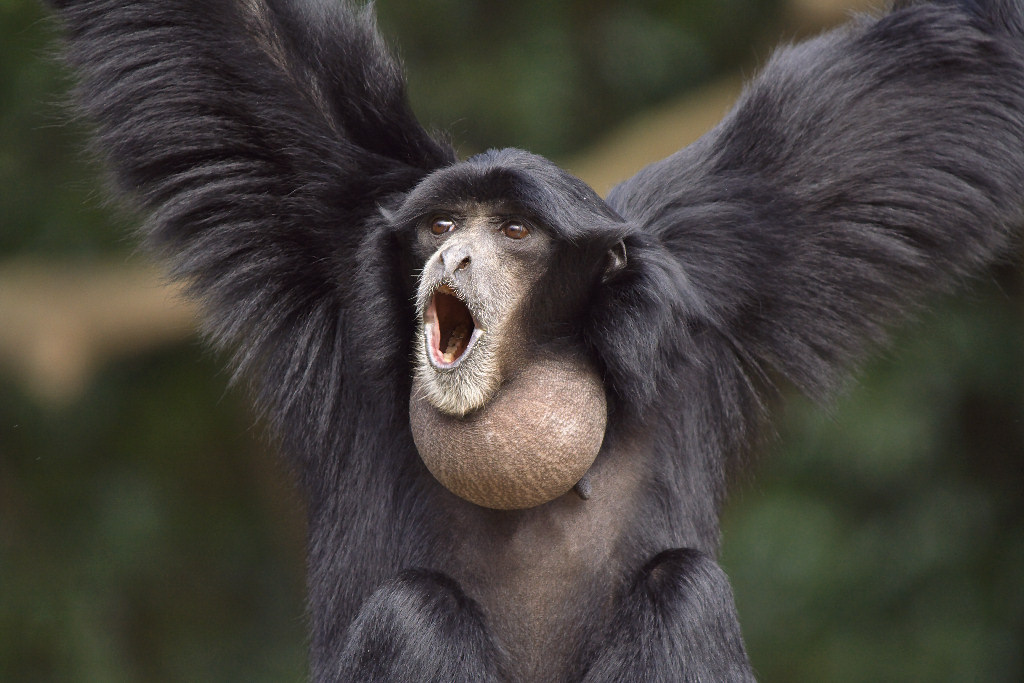
Luid roepende siamang, let op de grote keelzak

Siamang is oorspronkelijk de Maleise naam voor het dier. De siamang is qua uiterlijk een beetje een buitenbeentje in de gibbon-familie. Hij is gemiddeld groter (ongeveer 90 cm), want hij kan tot één meter lang worden terwijl de meeste gibbonsoorten onder de 70 cm blijven. Daardoor is de siamang ook gemiddeld twee keer zo zwaar, tot wel 14 kg. Hij oogt minder lenig dan de andere soorten. Wat niet wegneemt dat hij zich vooral slingerend van tak tot tak voortbeweegt. Er is geen verschil in grootte en vachtkleur tussen mannetje en vrouwtje, beide zijn egaal zwart gekleurd.

### Leefgewoonten
Siamangs produceren het hardste geluid van alle apensoorten. De man zingt, vooral om andere mannetjes uit de buurt te houden. De vrouw blaft. Dat dient vooral om de territoriumgrenzen duidelijk te maken. Tijdens het zingen en blaffen wordt de keelzak opgeblazen (zie afbeelding). De siamang heeft van alle soorten gibbons ook de grootste keelzak. Bij de dwergsiamang ontbreekt deze keelzak geheel.
Het voedsel van siamangs bestaat uit fruit en bladeren. Ze kunnen een leeftijd van 40 jaar bereiken. Siamangs leven in familiegroepen van man, vrouw en kinderen. Dat is uitzonderlijk. De meeste apen zijn absoluut niet monogaam. De kinderen blijven een paar jaar bij de ouders. Daarna bezetten de jonge mannetjes zelf een territorium en gaan ze op zoek naar een partner.

## Leefgebied en status als bedreigde diersoort
De siamang leefde oorspronkelijk in onaangetast tropisch groenblijvend loofbos tot op een hoogte van 1500 m boven de zeespiegel. De siamang heeft zich betrekkelijk gemakkelijk aangepast aan een leven in bossen waarin selectief is gekapt. Dit aanpassingsvermogen is groter dan van de oenka (Hylobates agilis) de gibbonsoort die voorkomt in hetzelfde type leefgebied.
Uit een studie die in 2006 werd gepubliceerd, bleek dat in het Nationaal Park Bukit Barisan Selatan nog 22 390 siamangs leven. Met de bescherming, zelfs binnen nationale parken, is het matig tot zeer slecht gesteld. In de afgelopen 50 jaar is er 70-80% aan primair regenwoud verloren gegaan. Op alleen al Sumatra is tussen 1995 en 2000 40% van het leefgebied verloren gegaan door houtkap, omzetting van bos in oliepalmplantages en wegenaanleg. Verder vindt nog steeds illegale jacht op deze gibbons plaats. Door dit alles wordt geschat dat de totale populatie met minstens 50% in aantal is achteruitgegaan in de afgelopen 40 jaar (meer dan 1,7% per jaar) en daarom staat de siamang als bedreigd op de internationale rode lijst.

## Taxonomie

### Ondersoorten
Sommige auteurs onderscheiden 2 ondersoorten.
- Symphalangus syndactylus continentis komt voor op Malakka,
- Symphalangus syndactylus syndactylus komt voor op Sumatra.

### Stamboom mensapen
| Mensapen Hominoidea                      |                                          |                                          |                                          |                                          |                                          |                                          |                                        |                                        |                                        |                                        |                                        |                                        |                                        |                                        |                                        |                                        |                                        |                                        |                                        |                                        |                                        |                                        |                                        |
| Mensachtigen of grote mensapen Hominidae | Mensachtigen of grote mensapen Hominidae | Mensachtigen of grote mensapen Hominidae | Mensachtigen of grote mensapen Hominidae | Mensachtigen of grote mensapen Hominidae | Mensachtigen of grote mensapen Hominidae | Mensachtigen of grote mensapen Hominidae | Gibbons of kleine mensapen Hylobatidae | Gibbons of kleine mensapen Hylobatidae | Gibbons of kleine mensapen Hylobatidae | Gibbons of kleine mensapen Hylobatidae | Gibbons of kleine mensapen Hylobatidae | Gibbons of kleine mensapen Hylobatidae | Gibbons of kleine mensapen Hylobatidae | Gibbons of kleine mensapen Hylobatidae | Gibbons of kleine mensapen Hylobatidae | Gibbons of kleine mensapen Hylobatidae | Gibbons of kleine mensapen Hylobatidae | Gibbons of kleine mensapen Hylobatidae | Gibbons of kleine mensapen Hylobatidae | Gibbons of kleine mensapen Hylobatidae | Gibbons of kleine mensapen Hylobatidae | Gibbons of kleine mensapen Hylobatidae | Gibbons of kleine mensapen Hylobatidae |
| Homininae                                | Homininae                                | Homininae                                | Homininae                                | Homininae                                | Ponginae                                 | Ponginae                                 | Gibbons of kleine mensapen Hylobatidae | Gibbons of kleine mensapen Hylobatidae | Gibbons of kleine mensapen Hylobatidae | Gibbons of kleine mensapen Hylobatidae | Gibbons of kleine mensapen Hylobatidae | Gibbons of kleine mensapen Hylobatidae | Gibbons of kleine mensapen Hylobatidae | Gibbons of kleine mensapen Hylobatidae | Gibbons of kleine mensapen Hylobatidae | Gibbons of kleine mensapen Hylobatidae | Gibbons of kleine mensapen Hylobatidae | Gibbons of kleine mensapen Hylobatidae | Gibbons of kleine mensapen Hylobatidae | Gibbons of kleine mensapen Hylobatidae | Gibbons of kleine mensapen Hylobatidae | Gibbons of kleine mensapen Hylobatidae | Gibbons of kleine mensapen Hylobatidae |
| Hominini                                 | Hominini                                 | Hominini                                 | Gorillini                                | Gorillini                                | Orang-oetans Pongo                       | Orang-oetans Pongo                       | Gibbons of kleine mensapen Hylobatidae | Gibbons of kleine mensapen Hylobatidae | Gibbons of kleine mensapen Hylobatidae | Gibbons of kleine mensapen Hylobatidae | Gibbons of kleine mensapen Hylobatidae | Gibbons of kleine mensapen Hylobatidae | Gibbons of kleine mensapen Hylobatidae | Gibbons of kleine mensapen Hylobatidae | Gibbons of kleine mensapen Hylobatidae | Gibbons of kleine mensapen Hylobatidae | Gibbons of kleine mensapen Hylobatidae | Gibbons of kleine mensapen Hylobatidae | Gibbons of kleine mensapen Hylobatidae | Gibbons of kleine mensapen Hylobatidae | Gibbons of kleine mensapen Hylobatidae | Gibbons of kleine mensapen Hylobatidae | Gibbons of kleine mensapen Hylobatidae |
| Homo                                     | Chimpansees Pan                          | Chimpansees Pan                          | Gorilla's Gorilla                        | Gorilla's Gorilla                        | Orang-oetans Pongo                       | Orang-oetans Pongo                       | Hoeloks Hoolock                        | Hoeloks Hoolock                        | Hylobates                              | Hylobates                              | Hylobates                              | Hylobates                              | Hylobates                              | Hylobates                              | Hylobates                              | Nomascus                               | Nomascus                               | Nomascus                               | Nomascus                               | Nomascus                               | Nomascus                               | Nomascus                               | Siamangs Symphalangus                  |
| Mens Homo sapiens                        | Chimpansee Pan troglodytes               | Bonobo Pan paniscus                      | Westelijke gorilla Gorilla gorilla       | Oostelijke gorilla Gorilla beringei      | Borneose orang-oetan Pongo pygmaeus      | Sumatraanse orang-oetan Pongo abelii     | Westelijke hoelok Hoolock hoolock      | Oostelijke hoelok Hoolock leuconedys   | Oenka Hylobates agilis                 | Witbaard-gibbon Hylobates albibarbis   | Dwerg-siamang Hylobates klossii        | Withand-gibbon Hylobates lar           | Zilver-gibbon Hylobates moloch         | Borneo-gibbon Hylobates muelleri       | Zwartkop-lar Hylobates pileatus        | Nomascus annamensis                    | Kuif-gibbon Nomascus concolor          | Goudwang-gibbon Nomascus gabriellae    | Hainan-gibbon Nomascus hainanus        | Nomascus nasutus                       | Witwang-gibbon Nomascus leucogenys     | Nomascus siki                          | Siamang Symphalangus syndactylus       |